# 盤谷駅
盤谷駅（パンゴクえき）は、大韓民国江原道原州市盤谷洞にかつて存在した韓国鉄道公社（KORAIL）中央線の鉄道駅である。

## 歴史
- 1941年7月1日：開業[1]。
- 1976年7月10日 : 貨物取扱中止[2]。
- 2005年4月15日：駅舎が登録文化財に指定される。
- 2007年6月1日：旅客営業中止。
- 2014年8月18日：江原（原州）新都市への政府系機関移転に伴う職員通勤の便宜のため、旅客営業再開。
- 2021年1月5日：西原州駅 - 堤川駅間の新線切り替えに伴い廃止。

## 駅構造

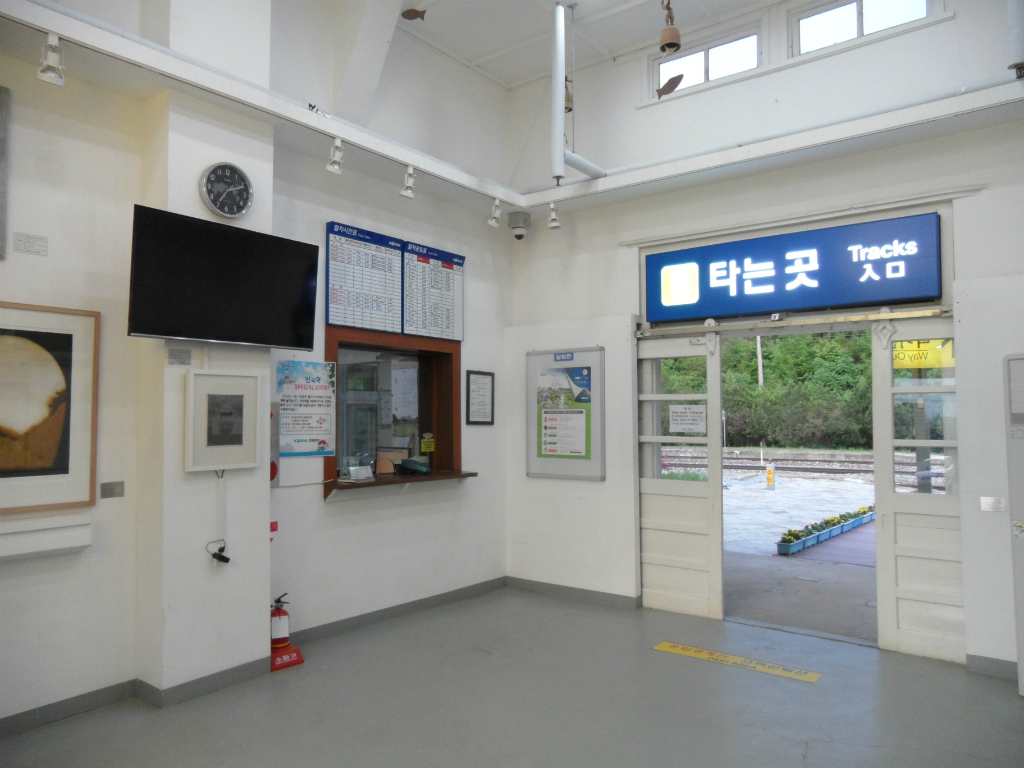
駅舎内

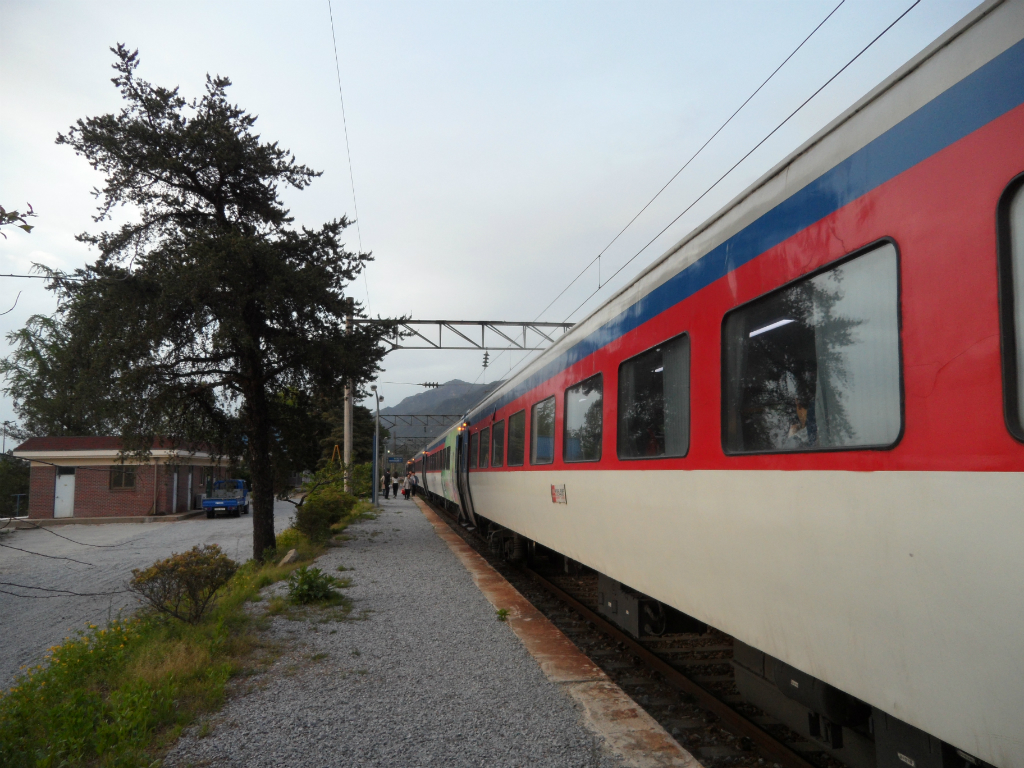
プラットホーム

相対式ホーム2面2線とその間に通過線1線を有する、合計2面3線の地上駅であった。駅舎は1番線ホーム側に存在した。
駅の前後が単線のため、中央線を行き交う貨物列車などが盤谷駅で一時停車し、列車交換を行う様子がよく見られた。
駅舎は開業当時からのもので、大韓民国文化財庁により登録文化財第165号に指定されている。朝鮮戦争で駅周辺は激戦地となったものの、奇跡的に焼け残った（駅舎には弾痕が残る）。ソウルから鉄道で1時間程度という近さもあり、2004年のMBC制作『コムスク行きの汽車』など、映画やテレビドラマのロケ地としてもよく使用されていた。
また、駅舎周辺には桜の木が多数植えられており、3月末から4月初旬にかけて桜が満開となり、原州市の桜の名所ともなっている。

### のりば
| 1（駅舎側） | 中央線 | 原州・清凉里方面 |
| 2（反対側） | 中央線 | 安東・東海方面   |

## 駅周辺
駅は韓国政府系の公的機関が移転して形成された「革新都市」の東の外れに位置しており、戸建ての住宅地の背後の丘に駅がある。そのため周囲は閑散としているが、朝夕のヌリロ・ムグンファ号停車時には、ソウル首都圏などから原州革新都市の職場に出退勤する人々の姿がみられた（革新都市が形成される前は一時期、駅の営業を休止していたが、革新都市への通勤者のために営業を再開した経緯がある）。

## 隣の駅
韓国鉄道公社
中央線
流交信号場 - 盤谷駅 - 金交信号場